# Lista över matchresultat i Elitserien i ishockey 1997/1998
Lista över matchresultat i grundserien av Elitserien i ishockey 1997/1998. Ligan inleddes den 16 september 1997 och avslutades 5 mars 1998.
| Nr | Lag                | S  | V  | O  | F  | GM  | IM  | MS  | P  |
| -- | ------------------ | -- | -- | -- | -- | --- | --- | --- | -- |
| 1  | Djurgårdens IF     | 46 | 27 | 6  | 13 | 148 | 110 | +38 | 60 |
| 2  | Färjestad BK (RM)  | 46 | 24 | 10 | 12 | 154 | 112 | +42 | 58 |
| 3  | Leksands IF        | 46 | 24 | 8  | 14 | 165 | 143 | +22 | 56 |
| 4  | Västra Frölunda HC | 46 | 17 | 15 | 14 | 136 | 107 | +29 | 49 |
| 5  | Brynäs IF          | 46 | 21 | 6  | 19 | 138 | 131 | +7  | 48 |
| 6  | Modo               | 46 | 20 | 6  | 20 | 129 | 123 | +6  | 46 |
| 7  | HV71               | 46 | 19 | 8  | 19 | 127 | 145 | −18 | 46 |
| 8  | Luleå HF           | 46 | 15 | 13 | 18 | 112 | 125 | −13 | 43 |
| 9  | Malmö IF           | 46 | 17 | 8  | 21 | 134 | 121 | +13 | 42 |
| 10 | Västerås IK        | 46 | 15 | 9  | 22 | 102 | 146 | −44 | 39 |
| 11 | AIK                | 46 | 13 | 7  | 26 | 93  | 134 | −41 | 33 |
| 12 | Södertälje SK      | 46 | 10 | 12 | 24 | 110 | 151 | −41 | 32 |

## Matcher
| Denna tabell: visa • redigera |

| Datum Match Resultat Publik Spelplan Omgång 1 - 16 september 1997 AIK-Djurgårdens IF 3-5 (1-2, 2-2, 0-1) 13582 Globen - 18 september 1997 Malmö IF-HV 71 3-1 (1-1, 1-0, 1-0) 4529 Malmö Isstadion - 18 september 1997 Västra Frölunda HC-Färjestads BK 2-0 (0-0, 1-0, 1-0) 9469 Scandinavium - 18 september 1997 Leksands IF-Brynäs IF 4-3 (1-1, 2-2, 1-0) 5128 Leksands Isstadion - 18 september 1997 Södertälje SK-Västerås IK 4-4 (1-1, 2-1, 1-2) 2866 Scaniarinken - 18 september 1997 Luleå HF-Modo Hockey 3-1 (1-1, 1-0, 1-0) 4068 Delfinen Omgång 2 - 20 september 1997 Västerås IK-Leksands IF 1-6 (0-0, 1-3, 0-3) 4184 Rocklundahallen - 21 september 1997 Modo Hockey-Malmö IF 3-1 (1-0, 1-0, 1-1) 3960 Kempehallen - 21 september 1997 Södertälje SK-HV 71 3-0 (0-0, 2-0, 1-0) 3067 Scaniarinken - 21 september 1997 Färjestads BK-Djurgårdens IF 3-1 (1-1, 1-0, 1-0) 3808 Färjestads Ishall - 21 september 1997 AIK-Brynäs IF 4-6 (0-3, 4-2, 0-1) 6116 Globen - 21 september 1997 Luleå HF-Västra Frölunda HC 2-5 (0-1, 1-3, 1-1) 3898 Delfinen Omgång 3 - 23 september 1997 Djurgårdens IF-Södertälje SK 5-2 (2-1, 2-0, 1-1) 5512 Globen - 25 september 1997 HV 71-Modo Hockey 3-3 (2-0, 1-1, 0-2) 3452 Rosenlundshallen - 25 september 1997 Malmö IF-Luleå HF 9-1 (1-0, 4-1, 4-0) 3923 Malmö Isstadion - 25 september 1997 Västerås IK-Färjestads BK 0-6 (0-2, 0-3, 0-1) 2384 Rocklundahallen - 25 september 1997 Västra Frölunda HC-AIK 2-2 (1-1, 0-0, 1-1) 8001 Scandinavium - 25 september 1997 Brynäs IF-Leksands IF 3-5 (1-2, 1-2, 1-1) 5901 Gavlerinken Omgång 4 - 27 september 1997 Södertälje SK-Västerås IK 5-4 (2-1, 1-2, 2-1) 2128 Scaniarinken - 27 september 1997 Färjestads BK-Brynäs IF 1-1 (0-1, 1-0, 0-0) 3923 Färjestads Ishall - 27 september 1997 Leksands IF-Västra Frölunda HC 1-4 (0-1, 0-1, 1-2) 4086 Leksands Isstadion - 27 september 1997 HV 71-Malmö IF 3-0 (1-0, 1-0, 1-0) 3388 Rosenlundshallen - 27 september 1997 Modo Hockey-Djurgårdens IF 1-5 (0-0, 1-1, 0-4) 4150 Kempehallen - 30 september 1997 AIK-Luleå HF 2-1 (0-0, 0-0, 2-1) 5531 Globen Omgång 5 - 28 september 1997 Luleå HF-Leksands IF 4-2 (2-0, 0-2, 2-0) 3497 Delfinen - 28 september 1997 Malmö IF-AIK 3-3 (2-0, 1-2, 0-1) 4237 Malmö Isstadion - 28 september 1997 Djurgårdens IF-HV 71 5-0 (0-0, 2-0, 3-0) 4058 Globen - 28 september 1997 Västerås IK-Modo Hockey 3-1 (1-0, 0-0, 2-1) 1539 Rocklundahallen - 28 september 1997 Västra Frölunda HC-Färjestads BK 2-4 (1-2, 1-0, 0-2) 6073 Scandinavium - 28 september 1997 Brynäs IF-Södertälje SK 5-1 (2-1, 3-0, 0-0) 3671 Gavlerinken Omgång 6 - 2 oktober 1997 Leksands IF-AIK 4-2 (1-1, 3-0, 0-1) 3864 Leksands Isstadion - 2 oktober 1997 Djurgårdens IF-Malmö IF 2-2 (0-0, 0-1, 2-1) 5204 Globen - 2 oktober 1997 HV 71-Västerås IK 1-4 (0-0, 1-2, 0-2) 3053 Rosenlundshallen - 2 oktober 1997 Modo Hockey-Brynäs IF 1-1 (1-1, 0-0, 0-0) 4011 Kempehallen - 2 oktober 1997 Södertälje SK-Västra Frölunda HC 0-0 (0-0, 0-0, 0-0) 2754 Scaniarinken - 2 oktober 1997 Färjestads BK-Luleå HF 3-2 (1-1, 1-0, 1-1) 4069 Färjestads Ishall Omgång 7 - 5 oktober 1997 Malmö IF-Leksands IF 2-4 (2-2, 0-1, 0-1) 4130 Malmö Isstadion - 5 oktober 1997 AIK-Färjestads BK 2-4 (0-0, 0-1, 2-3) 6027 Globen - 5 oktober 1997 Luleå HF-Södertälje SK 0-0 (0-0, 0-0, 0-0) 3619 Delfinen - 5 oktober 1997 Västra Frölunda HC-Modo Hockey 4-5 (1-0, 0-2, 3-3) 4197 Frölundaborg Isstadion - 5 oktober 1997 Brynäs IF-HV 71 1-3 (0-0, 0-2, 1-1) 4390 Gavlerinken - 5 oktober 1997 Västerås IK-Djurgårdens IF 5-2 (1-0, 2-1, 2-1) 4259 Rocklundahallen Omgång 8 - 9 oktober 1997 HV 71-Västra Frölunda HC 0-0 (0-0, 0-0, 0-0) 3928 Rosenlundshallen - 9 oktober 1997 Djurgårdens IF-Brynäs IF 2-0 (2-0, 0-0, 0-0) 6242 Globen - 9 oktober 1997 Västerås IK-Malmö IF 2-1 (1-0, 1-0, 0-1) 3619 Rocklundahallen - 9 oktober 1997 Leksands IF-Färjestads BK 3-3 (2-3, 1-0, 0-0) 4972 Leksands Isstadion - 9 oktober 1997 Modo Hockey-Luleå HF 4-4 (3-2, 0-0, 1-2) 3984 Kempehallen - 9 oktober 1997 Södertälje SK-AIK 4-5 (2-1, 1-3, 1-1) 4824 Scaniarinken Omgång 9 - 12 oktober 1997 Västra Frölunda HC-Djurgårdens IF 3-1 (0-1, 3-0, 0-0) 8755 Scandinavium - 12 oktober 1997 Brynäs IF-Västerås IK 6-1 (1-1, 2-0, 3-0) 3526 Gavlerinken - 12 oktober 1997 AIK-Modo Hockey 6-4 (5-1, 1-1, 0-2) 5722 Globen - 12 oktober 1997 Leksands IF-Södertälje SK 5-5 (3-3, 2-0, 0-2) 3007 Leksands Isstadion - 12 oktober 1997 Luleå HF-HV 71 5-1 (2-0, 0-1, 3-0) 3573 Delfinen - 12 oktober 1997 Malmö IF-Färjestads BK 1-3 (0-0, 0-2, 1-1) 4345 Malmö Isstadion Omgång 10 - 16 oktober 1997 Färjestads BK-HV 71 3-3 (3-1, 0-0, 0-2) 3681 Färjestads Ishall - 16 oktober 1997 Djurgårdens IF-Leksands IF 5-3 (2-1, 1-1, 2-1) 10882 Globen - 16 oktober 1997 Modo Hockey-Södertälje SK 3-5 (1-1, 0-3, 2-1) 3216 Kempehallen - 16 oktober 1997 Västra Frölunda HC-Malmö IF 4-2 (1-1, 1-0, 2-1) 7161 Scandinavium - 16 oktober 1997 Luleå HF-Brynäs IF 1-5 (1-0, 0-2, 0-3) 3688 Delfinen - 16 oktober 1997 Västerås IK-AIK 2-1 (1-0, 1-1, 0-0) 4386 Rocklundahallen Omgång 11 - 19 oktober 1997 HV 71-AIK 1-0 (1-0, 0-0, 0-0) 3913 Rosenlundshallen - 19 oktober 1997 Djurgårdens IF-Luleå HF 5-1 (3-0, 1-1, 1-0) 6459 Globen - 19 oktober 1997 Västerås IK-Västra Frölunda HC 1-6 (0-4, 1-1, 0-1) 4293 Rocklundahallen - 19 oktober 1997 Brynäs IF-Malmö IF 2-1 (1-0, 0-0, 1-1) 4362 Gavlerinken - 19 oktober 1997 Modo Hockey-Leksands IF 2-5 (0-1, 2-3, 0-1) 3897 Kempehallen - 19 oktober 1997 Södertälje SK-Färjestads BK 2-3 (1-0, 0-2, 1-1) 5007 Scaniarinken Omgång 12 - 23 oktober 1997 Luleå HF-Västerås IK 2-0 (1-0, 0-0, 1-0) 3211 Delfinen - 23 oktober 1997 Djurgårdens IF-AIK 2-1 (1-0, 1-1, 0-0) 13648 Globen - 23 oktober 1997 Malmö IF-Södertälje SK 5-2 (1-1, 1-0, 3-1) 3887 Malmö Isstadion - 23 oktober 1997 Färjestads BK-Modo Hockey 3-1 (2-0, 1-1, 0-0) 4475 Färjestads Ishall - 23 oktober 1997 Leksands IF-HV 71 5-3 (2-1, 1-2, 2-0) 3151 Leksands Isstadion - 23 oktober 1997 Västra Frölunda HC-Brynäs IF 4-2 (0-1, 1-0, 3-1) 8501 Scandinavium Omgång 13 - 21 oktober 1997 Djurgårdens IF-Färjestads BK 3-3 (0-1, 1-0, 2-2) 9102 Globen - 25 oktober 1997 Malmö IF-Modo Hockey 2-1 (0-1, 1-0, 1-0) 4186 Malmö Isstadion - 25 oktober 1997 HV 71-Södertälje SK 2-1 (0-0, 1-1, 1-0) 3433 Rosenlundshallen - 25 oktober 1997 Leksands IF-Västerås IK 0-0 (0-0, 0-0, 0-0) 4190 Leksands Isstadion - 25 oktober 1997 Brynäs IF-AIK 3-3 (3-1, 0-2, 0-0) 5341 Gavlerinken - 4 november 1997 Västra Frölunda HC-Luleå HF 2-3 (0-1, 1-1, 1-1) 6196 Scandinavium Omgång 14 - 26 oktober 1997 Luleå HF-Malmö IF 5-3 (1-0, 1-0, 3-3) 3887 Delfinen - 26 oktober 1997 Modo Hockey-HV 71 7-1 (3-0, 1-1, 3-0) 2915 Kempehallen - 26 oktober 1997 Södertälje SK-Djurgårdens IF 2-3 (0-0, 2-2, 0-1) 5424 Scaniarinken - 26 oktober 1997 Färjestads BK-Västerås IK 3-3 (0-0, 3-1, 0-2) 4004 Färjestads Ishall - 26 oktober 1997 AIK-Västra Frölunda HC 1-0 (1-0, 0-0, 0-0) 6608 Globen - 26 oktober 1997 Leksands IF-Brynäs IF 5-4 (4-2, 0-1, 1-1) 5457 Leksands Isstadion Omgång 15 - 30 oktober 1997 Luleå HF-AIK 1-1 (0-0, 1-1, 0-0) 4346 Delfinen - 30 oktober 1997 Västra Frölunda HC-Leksands IF 2-2 (0-0, 1-1, 1-1) 12019 Scandinavium - 30 oktober 1997 Västerås IK-Södertälje SK 1-1 (0-0, 0-1, 1-0) 3773 Rocklundahallen - 30 oktober 1997 Djurgårdens IF-Modo Hockey 3-2 (1-1, 2-0, 0-1) 8186 Globen - 30 oktober 1997 Brynäs IF-Färjestads BK 3-4 (2-2, 1-2, 0-0) 5628 Gavlerinken - 30 oktober 1997 Malmö IF-HV 71 2-3 (0-1, 2-2, 0-0) 4901 Malmö Isstadion Omgång 16 - 28 oktober 1997 AIK-Malmö IF 1-3 (1-2, 0-0, 0-1) 6017 Globen - 1 november 1997 HV 71-Djurgårdens IF 2-2 (0-0, 1-0, 1-2) 4153 Rosenlundshallen - 1 november 1997 Leksands IF-Luleå HF 5-6 (1-1, 1-4, 3-1) 4390 Leksands Isstadion - 1 november 1997 Färjestads BK-Västra Frölunda HC 5-2 (2-1, 1-0, 2-1) 4709 Färjestads Ishall - 1 november 1997 Södertälje SK-Brynäs IF 2-3 (0-1, 0-1, 2-1) 3194 Scaniarinken - 1 november 1997 Modo Hockey-Västerås IK 1-2 (0-1, 1-0, 0-1) 3669 Kempehallen Omgång 17 - 2 november 1997 Västerås IK-HV 71 1-2 (1-1, 0-0, 0-1) 3571 Rocklundahallen - 2 november 1997 Malmö IF-Djurgårdens IF 2-3 (1-1, 0-2, 1-0) 4116 Malmö Isstadion - 2 november 1997 AIK-Leksands IF 1-4 (1-0, 0-0, 0-4) 10024 Globen - 2 november 1997 Färjestads BK-Luleå HF 5-4 (1-0, 3-2, 1-2) 4101 Färjestads Ishall - 2 november 1997 Brynäs IF-Modo Hockey 2-0 (1-0, 1-0, 0-0) 4608 Gavlerinken - 2 november 1997 Västra Frölunda HC-Södertälje SK 4-2 (1-1, 0-0, 3-1) 6719 Scandinavium Omgång 18 - 13 november 1997 Södertälje SK-Luleå HF 2-2 (1-1, 1-1, 0-0) 2905 Scaniarinken - 13 november 1997 Leksands IF-Malmö IF 3-1 (2-1, 1-0, 0-0) 3899 Leksands Isstadion - 13 november 1997 Djurgårdens IF-Västerås IK 5-3 (2-2, 1-0, 2-1) 4847 Globen - 13 november 1997 Modo Hockey-Västra Frölunda HC 4-3 (2-1, 2-1, 0-1) 3161 Kempehallen - 13 november 1997 Färjestads BK-AIK 2-1 (0-0, 0-0, 2-1) 4409 Färjestads Ishall - 13 november 1997 HV 71-Brynäs IF 2-4 (1-2, 0-1, 1-1) 4151 Rosenlundshallen Omgång 19 - 15 november 1997 Luleå HF-Modo Hockey 2-2 (2-1, 0-1, 0-0) 4248 Delfinen - 15 november 1997 Färjestads BK-Leksands IF 7-2 (2-0, 4-2, 1-0) 4767 Färjestads Ishall - 15 november 1997 Malmö IF-Västerås IK 10-2 (2-0, 4-1, 4-1) 3783 Malmö Isstadion - 15 november 1997 Brynäs IF-Djurgårdens IF 0-6 (0-1, 0-3, 0-2) 5851 Gavlerinken - 15 november 1997 Västra Frölunda HC-HV 71 4-4 (1-1, 1-2, 2-1) 10335 Scandinavium - 17 november 1997 AIK-Södertälje SK 5-2 (1-0, 1-2, 3-0) 6038 Globen Omgång 20 - 20 november 1997 Södertälje SK-Leksands IF 1-1 (0-1, 1-0, 0-0) 3505 Scaniarinken - 20 november 1997 Färjestads BK-Malmö IF 3-3 (0-1, 3-2, 0-0) 4402 Färjestads Ishall - 20 november 1997 Västerås IK-Brynäs IF 5-2 (0-0, 3-1, 2-1) 3844 Rocklundahallen - 20 november 1997 Djurgårdens IF-Västra Frölunda HC 3-3 (0-2, 1-0, 2-1) 8112 Globen - 20 november 1997 Modo Hockey-AIK 3-5 (1-0, 1-2, 1-3) 3749 Kempehallen - 20 november 1997 HV 71-Luleå HF 3-3 (2-0, 1-0, 0-3) 3465 Rosenlundshallen Omgång 21 - 23 november 1997 Malmö IF-Västra Frölunda HC 2-2 (0-1, 2-0, 0-1) 5011 Malmö Isstadion - 23 november 1997 Leksands IF-Djurgårdens IF 5-4 (1-1, 2-2, 2-1) 5246 Leksands Isstadion - 23 november 1997 HV 71-Färjestads BK 2-2 (0-1, 1-1, 1-0) 4156 Rosenlundshallen - 23 november 1997 Brynäs IF-Luleå HF 0-3 (0-0, 0-2, 0-1) 4142 Gavlerinken - 23 november 1997 Södertälje SK-Modo Hockey 2-4 (2-2, 0-1, 0-1) 2923 Scaniarinken - 23 november 1997 AIK-Västerås IK 2-3 (0-3, 1-0, 1-0) 7192 Globen Omgång 22 - 27 november 1997 Leksands IF-Modo Hockey 5-0 (2-0, 1-0, 2-0) 2819 Leksands Isstadion - 27 november 1997 Färjestads BK-Södertälje SK 5-1 (1-0, 3-1, 1-0) 3448 Färjestads Ishall - 27 november 1997 Malmö IF-Brynäs IF 4-2 (0-1, 2-0, 2-1) 4697 Malmö Isstadion - 27 november 1997 Västra Frölunda HC-Västerås IK 1-2 (1-1, 0-0, 0-1) 3416 Frölundaborg Isstadion - 27 november 1997 Luleå HF-Djurgårdens IF 4-4 (0-1, 2-2, 2-1) 4705 Delfinen - 27 november 1997 AIK-HV 71 3-2 (0-0, 0-2, 3-0) 3221 Hovet, Johanneshov Omgång 23 - 29 november 1997 Modo Hockey-Färjestads BK 3-2 (2-0, 1-0, 0-2) 3285 Kempehallen - 29 november 1997 HV 71-Leksands IF 4-3 (3-2, 1-1, 0-0) 4200 Rosenlundshallen - 29 november 1997 Västerås IK-Luleå HF 3-2 (2-1, 1-0, 0-1) 2794 Rocklundahallen - 29 november 1997 Södertälje SK-Malmö IF 1-2 (1-0, 0-1, 0-1) 2374 Malmö Isstadion - 29 november 1997 Brynäs IF-Västra Frölunda HC 4-4 (0-3, 3-1, 1-0) 3697 Gavlerinken - 2 december 1997 AIK-Djurgårdens IF 3-1 (2-0, 1-0, 0-1) 13676 Globen | Omgång 24 - 18 november 1997 Djurgårdens IF-Leksands IF 2-1 (1-1, 1-0, 0-0) 11111 Globen - 30 november 1997 Luleå HF-Färjestads BK 1-4 (1-1, 0-2, 0-1) 4002 Delfinen - 30 november 1997 Modo Hockey-Malmö IF 4-2 (2-2, 1-0, 1-0) 3460 Kempehallen - 30 november 1997 Brynäs IF-HV 71 4-2 (1-0, 1-0, 2-2) 2913 Gavlerinken - 30 november 1997 Södertälje SK-AIK 2-0 (1-0, 0-0, 1-0) 2684 Scaniarinken - 30 november 1997 Västerås IK-Västra Frölunda HC 1-1 (1-0, 0-1, 0-0) 2722 Rocklundahallen Omgång 25 - 4 december 1997 HV 71-Modo Hockey 3-0 (1-0, 1-0, 1-0) 3133 Rosenlundshallen - 4 december 1997 Västra Frölunda HC-Södertälje SK 6-1 (2-0, 2-0, 2-1) 5160 Scandinavium - 4 december 1997 Leksands IF-Västerås IK 6-2 (1-1, 4-1, 1-0) 2315 Leksands Isstadion - 4 december 1997 Malmö IF-Luleå HF 2-2 (1-0, 1-1, 0-1) 4185 Malmö Isstadion - 4 december 1997 AIK-Brynäs IF 1-2 (1-0, 0-2, 0-0) 6076 Globen - 4 december 1997 Färjestads BK-Djurgårdens IF 5-1 (0-0, 4-1, 1-0) 4624 Färjestads Ishall Omgång 26 - 7 december 1997 Modo Hockey-AIK 4-0 (0-0, 1-0, 3-0) 3152 Kempehallen - 7 december 1997 Brynäs IF-Södertälje SK 4-1 (0-0, 3-1, 1-0) 3355 Gavlerinken - 7 december 1997 Leksands IF-Västra Frölunda HC 2-1 (1-0, 0-1, 1-0) 3740 Leksands Isstadion - 7 december 1997 Västerås IK-Färjestads BK 2-1 (1-0, 0-0, 1-1) 3337 Rocklundahallen - 7 december 1997 Djurgårdens IF-Malmö IF 5-1 (2-0, 1-0, 2-1) 11178 Globen - 7 december 1997 Luleå HF-HV 71 1-5 (0-3, 0-1, 1-1) 4012 Delfinen Omgång 27 - 11 december 1997 AIK-Luleå HF 0-2 (0-0, 0-1, 0-1) 3022 Hovet, Johanneshov - 11 december 1997 HV 71-Djurgårdens IF 5-1 (1-0, 2-0, 2-1) 3849 Rosenlundshallen - 11 december 1997 Malmö IF-Västerås IK 5-4 (2-2, 3-2, 0-0) 4053 Malmö Isstadion - 11 december 1997 Färjestads BK-Leksands IF 5-3 (1-2, 4-0, 0-1) 4503 Färjestads Ishall - 11 december 1997 Västra Frölunda HC-Brynäs IF 9-2 (3-0, 4-0, 2-2) 8724 Scandinavium - 11 december 1997 Södertälje SK-Modo Hockey 4-2 (1-1, 0-0, 3-1) 1884 Scaniarinken Omgång 28 - 9 december 1997 Djurgårdens IF-AIK 7-1 (3-0, 1-1, 3-0) 12493 Globen - 13 december 1997 Leksands IF-Malmö IF 5-4 (2-1, 2-1, 1-2) 3634 Leksands Isstadion - 13 december 1997 Färjestads BK-Västra Frölunda HC 1-4 (1-1, 0-3, 0-0) 4527 Färjestads Ishall - 13 december 1997 Modo Hockey-Brynäs IF 1-2 (0-1, 0-1, 1-0) 3543 Kempehallen - 13 december 1997 Västerås IK-HV 71 2-2 (1-1, 0-0, 1-1) 2356 Rocklundahallen - 13 december 1997 Luleå HF-Södertälje SK 4-2 (0-0, 3-1, 1-1) 3394 Delfinen Omgång 29 - 8 januari 1998 Västerås IK-Södertälje SK 1-2 (0-1, 0-0, 1-1) 2486 Rocklundahallen - 8 januari 1998 AIK-Djurgårdens IF 1-4 (0-1, 1-1, 0-2) 10423 Globen - 8 januari 1998 Modo Hockey-Luleå HF 2-2 (0-0, 0-0, 2-2) 2980 Kempehallen - 8 januari 1998 Färjestads BK-Västra Frölunda HC 3-3 (2-1, 0-1, 1-1) 4071 Färjestads Ishall - 8 januari 1998 HV 71-Malmö IF 7-5 (3-2, 2-2, 2-1) 3501 Rosenlundshallen - 8 januari 1998 Brynäs IF-Leksands IF 8-2 (4-0, 3-1, 1-1) 5860 Gavlerinken Omgång 30 - 11 januari 1998 Brynäs IF-Luleå HF 3-1 (1-0, 1-1, 1-0) 4069 Gavlerinken - 11 januari 1998 Södertälje SK-Djurgårdens IF 4-2 (3-0, 0-2, 1-0) 3628 Scaniarinken - 11 januari 1998 HV 71-Leksands IF 4-9 (2-3, 1-3, 1-3) 4200 Rosenlundshallen - 11 januari 1998 Malmö IF-Färjestads BK 5-1 (3-0, 1-0, 1-1) 5777 Malmö Isstadion - 12 januari 1998 AIK-Västerås IK 0-3 (0-1, 0-0, 0-2) 3474 Globen - 13 januari 1998 Västra Frölunda HC-Modo Hockey 2-3 (0-1, 2-2, 0-0) 5930 Scandinavium Omgång 31 - 15 januari 1998 Leksands IF-AIK 5-1 (2-0, 0-1, 3-0) 3719 Leksands Isstadion - 15 januari 1998 Färjestads BK-HV 71 2-3 (0-2, 1-0, 1-1) 4002 Färjestads Ishall - 15 januari 1998 Malmö IF-Västra Frölunda HC 5-0 (2-0, 2-0, 1-0) 4374 Malmö Isstadion - 15 januari 1998 Luleå HF-Modo Hockey 2-4 (0-2, 1-1, 1-1) 3439 Delfinen - 15 januari 1998 Västerås IK-Södertälje SK 2-2 (0-1, 1-1, 1-0) 2591 Rocklundahallen - 15 januari 1998 Djurgårdens IF-Brynäs IF 2-3 (0-1, 1-1, 1-1) 7549 Globen Omgång 32 - 18 januari 1998 AIK-Färjestads BK 4-2 (1-0, 2-0, 1-2) 8283 Globen - 18 januari 1998 HV 71-Malmö IF 3-0 (0-0, 0-0, 3-0) 3627 Rosenlundshallen - 18 januari 1998 Brynäs IF-Västerås IK 5-3 (2-0, 1-3, 2-0) 3628 Gavlerinken - 18 januari 1998 Modo Hockey-Djurgårdens IF 4-0 (1-0, 2-0, 1-0) 3668 Kempehallen - 18 januari 1998 Södertälje SK-Leksands IF 5-5 (3-2, 1-2, 1-1) 3972 Scaniarinken - 18 januari 1998 Västra Frölunda HC-Luleå HF 4-0 (0-0, 1-0, 3-0) 6893 Scandinavium Omgång 33 - 20 januari 1998 Luleå HF-Leksands IF 4-2 (2-2, 0-0, 2-0) 3393 Delfinen - 20 januari 1998 Västerås IK-Djurgårdens IF 1-2 (1-0, 0-1, 0-1) 3177 Rocklundahallen - 20 januari 1998 AIK-Västra Frölunda HC 2-2 (0-0, 2-1, 0-1) 4627 Globen - 20 januari 1998 Södertälje SK-HV 71 8-6 (0-3, 3-2, 5-1) 2345 Scaniarinken - 20 januari 1998 Malmö IF-Brynäs IF 8-2 (2-0, 4-1, 2-1) 4411 Malmö Isstadion - 20 januari 1998 Färjestads BK-Modo Hockey 1-2 (0-0, 1-2, 0-0) 3624 Färjestads Ishall Omgång 34 - 22 januari 1998 Leksands IF-Brynäs IF 6-5 (3-1, 1-2, 2-2) 4802 Leksands Isstadion - 22 januari 1998 Färjestads BK-Södertälje SK 9-2 (2-2, 3-0, 4-0) 3281 Färjestads Ishall - 22 januari 1998 Malmö IF-AIK 5-0 (0-0, 3-0, 2-0) 4532 Malmö Isstadion - 22 januari 1998 HV 71-Västra Frölunda HC 4-6 (2-3, 1-2, 1-1) 3718 Rosenlundshallen - 22 januari 1998 Västerås IK-Modo Hockey 6-3 (3-1, 1-1, 2-1) 2671 Rocklundahallen - 22 januari 1998 Djurgårdens IF-Luleå HF 4-3 (3-0, 0-1, 1-2) 5109 Globen Omgång 35 - 27 januari 1998 Brynäs IF-Färjestads BK 3-3 (0-1, 1-1, 2-1) 4592 Gavlerinken - 27 januari 1998 Västra Frölunda HC-Djurgårdens IF 2-2 (0-0, 1-1, 1-1) 8704 Scandinavium - 27 januari 1998 Södertälje SK-Malmö IF 2-2 (0-0, 0-1, 2-1) 2100 Scaniarinken - 27 januari 1998 Luleå HF-Västerås IK 3-3 (1-0, 1-3, 1-0) 3528 Delfinen - 27 januari 1998 Modo Hockey-Leksands IF 2-6 (1-1, 0-4, 1-1) 3599 Kempehallen - 27 januari 1998 AIK-HV 71 5-2 (1-1, 0-1, 4-0) 3852 Globen Omgång 36 - 29 januari 1998 AIK-Södertälje SK 1-3 (0-0, 0-1, 1-2) 6108 Globen - 29 januari 1998 Västra Frölunda HC-Västerås IK 3-2 (0-1, 2-0, 1-1) 5120 Scandinavium - 29 januari 1998 Leksands IF-Djurgårdens IF 2-3 (1-0, 0-3, 1-0) 4874 Leksands Isstadion - 29 januari 1998 Luleå HF-Färjestads BK 2-2 (2-2, 0-0, 0-0) 3702 Delfinen - 29 januari 1998 Malmö IF-Modo Hockey 4-1 (0-1, 2-0, 2-0) 5087 Malmö Isstadion - 29 januari 1998 HV 71-Brynäs IF 5-2 (2-0, 2-2, 1-0) 3626 Rosenlundshallen Omgång 37 - 31 januari 1998 Södertälje SK-Västra Frölunda HC 4-4 (1-1, 0-0, 3-3) 2508 Scaniarinken - 31 januari 1998 Västerås IK-Leksands IF 7-1 (1-0, 2-0, 4-1) 5112 Rocklundahallen - 31 januari 1998 Djurgårdens IF-Färjestads BK 7-1 (2-0, 3-1, 2-0) 11522 Globen - 31 januari 1998 Luleå HF-Malmö IF 1-3 (0-0, 0-2, 1-1) 4064 Delfinen - 31 januari 1998 Brynäs IF-AIK 7-1 (4-0, 2-0, 1-1) 4207 Gavlerinken - 31 januari 1998 Modo Hockey-HV 71 3-0 (0-0, 2-0, 1-0) 3133 Kempehallen Omgång 38 - 1 februari 1998 Södertälje SK-Brynäs IF 2-3 (2-1, 0-1, 0-1) 3470 Scaniarinken - 1 februari 1998 AIK-Modo Hockey 1-1 (0-1, 0-0, 1-0) 4752 Globen - 1 februari 1998 Malmö IF-Djurgårdens IF 2-3 (1-1, 0-2, 1-0) 5732 Malmö Isstadion - 1 februari 1998 Färjestads BK-Västerås IK 6-0 (2-0, 2-0, 2-0) 4107 Färjestads Ishall - 1 februari 1998 HV 71-Luleå HF 4-3 (0-1, 1-1, 3-1) 3701 Rosenlundshallen - 1 februari 1998 Västra Frölunda HC-Leksands IF 1-2 (1-0, 0-1, 0-1) 11580 Scandinavium Omgång 39 - 3 februari 1998 Brynäs IF-Västra Frölunda HC 3-3 (1-1, 1-1, 1-1) 3354 Gavlerinken - 3 februari 1998 Modo Hockey-Södertälje SK 6-1 (1-0, 3-0, 2-1) 3431 Kempehallen - 3 februari 1998 Luleå HF-AIK 4-0 (2-0, 1-0, 1-0) 3638 Delfinen - 3 februari 1998 Djurgårdens IF-HV 71 5-2 (1-1, 4-1, 0-0) 4167 Globen - 3 februari 1998 Västerås IK-Malmö IF 4-2 (1-0, 1-1, 2-1) 3083 Rocklundahallen - 3 februari 1998 Leksands IF-Färjestads BK 6-3 (3-0, 3-2, 0-1) 4449 Leksands Isstadion Omgång 40 - 5 februari 1998 Malmö IF-Leksands IF 2-2 (0-1, 1-1, 1-0) 5134 Malmö Isstadion - 5 februari 1998 Västra Frölunda HC-Färjestads BK 3-4 (1-1, 1-2, 1-1) 10382 Scandinavium - 5 februari 1998 Brynäs IF-Modo Hockey 2-4 (0-0, 0-2, 2-2) 3444 Gavlerinken - 5 februari 1998 Södertälje SK-Luleå HF 3-2 (1-0, 2-2, 0-0) 1491 Scaniarinken - 5 februari 1998 HV 71-Västerås IK 6-3 (3-1, 2-0, 1-2) 3704 Rosenlundshallen - 5 februari 1998 Djurgårdens IF-AIK 2-1 (1-1, 0-0, 1-0) 11102 Globen Omgång 41 - 24 januari 1998 Färjestads BK-Malmö IF 7-1 (3-0, 4-1, 0-0) 4201 Färjestads Ishall - 24 januari 1998 Modo Hockey-Västra Frölunda HC 6-2 (3-0, 1-1, 2-1) 3158 Kempehallen - 24 januari 1998 Västerås IK-AIK 1-7 (0-4, 0-1, 1-2) 3059 Rocklundahallen - 25 januari 1998 Djurgårdens IF-Södertälje SK 2-1 (1-1, 0-0, 1-0) 8889 Globen - 25 januari 1998 Luleå HF-Brynäs IF 3-2 (2-0, 0-1, 1-1) 3643 Delfinen - 25 januari 1998 Leksands IF-HV 71 6-2 (2-2, 1-0, 3-0) 3050 Leksands Isstadion Omgång 42 - 26 februari 1998 Södertälje SK-Västerås IK 1-1 (0-0, 1-1, 0-0) 2022 Scaniarinken - 26 februari 1998 Brynäs IF-Djurgårdens IF 4-3 (2-1, 1-1, 1-1) 5131 Gavlerinken - 26 februari 1998 Modo Hockey-Luleå HF 3-1 (2-0, 1-1, 0-0) 3824 Kempehallen - 26 februari 1998 Västra Frölunda HC-Malmö IF 4-3 (2-1, 2-0, 0-2) 7428 Scandinavium - 26 februari 1998 HV 71-Färjestads BK 3-6 (0-2, 0-2, 3-2) 4102 Rosenlundshallen - 26 februari 1998 AIK-Leksands IF 3-2 (3-1, 0-0, 0-1) 7302 Globen Omgång 43 - 28 februari 1998 Djurgårdens IF-Modo Hockey 3-6 (1-3, 0-1, 2-2) 6735 Globen - 28 februari 1998 Luleå HF-Västra Frölunda HC 1-1 (0-0, 0-0, 1-1) 3703 Delfinen - 28 februari 1998 Malmö IF-HV 71 1-3 (1-2, 0-1, 0-0) 4946 Malmö Isstadion - 28 februari 1998 Färjestads BK-AIK 3-4 (2-0, 0-3, 1-1) 4563 Färjestads Ishall - 28 februari 1998 Västerås IK-Brynäs IF 0-4 (0-0, 0-3, 0-1) 3672 Rocklundahallen - 28 februari 1998 Leksands IF-Södertälje SK 4-3 (1-2, 2-1, 1-0) 3807 Leksands Isstadion Omgång 44 - 1 mars 1998 Västra Frölunda HC-AIK 5-1 (1-0, 2-1, 2-0) 6003 Scandinavium - 1 mars 1998 Modo Hockey-Färjestads BK 4-3 (1-1, 1-1, 2-1) 3439 Kempehallen - 1 mars 1998 Leksands IF-Luleå HF 3-3 (2-1, 1-1, 0-1) 3576 Leksands Isstadion - 1 mars 1998 HV 71-Södertälje SK 8-4 (2-1, 5-2, 1-1) 3295 Rosenlundshallen - 1 mars 1998 Djurgårdens IF-Västerås IK 6-1 (2-0, 3-0, 1-1) 6189 Globen - 1 mars 1998 Brynäs IF-Malmö IF 1-2 (0-1, 1-0, 0-1) 3429 Gavlerinken Omgång 45 - 3 mars 1998 Modo Hockey-Västerås IK 6-1 (3-1, 3-0, 0-0) 3722 Kempehallen - 3 mars 1998 Luleå HF-Djurgårdens IF 4-2 (0-1, 1-0, 3-1) 4279 Delfinen - 3 mars 1998 Västra Frölunda HC-HV 71 5-0 (1-0, 1-0, 3-0) 7443 Scandinavium - 3 mars 1998 AIK-Malmö IF 2-2 (2-1, 0-0, 0-1) 3127 Globen - 3 mars 1998 Södertälje SK-Färjestads BK 1-2 (0-1, 1-0, 0-1) 1201 Scaniarinken - 3 mars 1998 Brynäs IF-Leksands IF 4-0 (3-0, 1-0, 0-0) 5172 Gavlerinken Omgång 46 - 5 mars 1998 Djurgårdens IF-Västra Frölunda HC 3-2 (2-1, 0-0, 1-1) 6527 Globen - 5 mars 1998 Västerås IK-Luleå HF 0-2 (0-0, 0-1, 0-1) 2067 Rocklundahallen - 5 mars 1998 Leksands IF-Modo Hockey 3-2 (1-0, 2-0, 0-2) 2979 Leksands Isstadion - 5 mars 1998 Färjestads BK-Brynäs IF 3-1 (0-1, 2-0, 1-0) 4259 Färjestads Ishall - 5 mars 1998 Malmö IF-Södertälje SK 4-2 (2-1, 1-1, 1-0) 4348 Malmö Isstadion - 5 mars 1998 HV 71-AIK 2-0 (1-0, 1-0, 0-0) 3144 Rosenlundshallen |